# Чемпионат мира по выездке
Чемпионат мира по выездке проводится каждые четыре года. Участники конкурируют за индивидуальные и командные титулы. Чемпионат мира по выездке проводится на Всемирных конных играх с 1990 года вместе с другими дисциплинами по конному спорту, на которых также разыгрывается титул чемпиона мира (конкур, конное троеборье).

## Результаты

### Командные
| Призёры в командном первенстве | Призёры в командном первенстве | Призёры в командном первенстве                                                                          | Призёры в командном первенстве                                                            | Призёры в командном первенстве                                                                | Призёры в командном первенстве |
| ------------------------------ | ------------------------------ | --- | ----------------------------------------------------------------------------------------- | --------------------------------------------------------------------------------------------- | ------------------------------ |
| Год                            | Место проведения               | Золото                                                                                                  | Серебро                                                                                   | Бронза                                                                                        |                                |
| 1966                           | Берн                           | ФРГ · Райнер Климке · Харри Больдт · Йозеф Неккерман                                                    | Швейцария · Анри Шаммартен · Густав Фишер · Марианне Госсвайлер                           | СССР · Иван Кизимов · Елена Петушкова · Михаил Копейкин                                       |                                |
| 1970                           | Ахен                           | СССР · Иван Калита · Иван Кизимов · Елена Петушкова                                                     | ФРГ · Йозеф Неккерман · Харри Больдт · Лизелотт Линзенхофф                                | ГДР · Хорст Кёлер · Вольфганг Мюллер · Герхард Брокмюллер                                     |                                |
| 1974                           | Копенгаген                     | ФРГ · Райнер Климке · Лизелотт Линзенхофф · Карин Шлютер                                                | СССР · Елена Петушкова · Иван Калита · Иван Кизимов                                       | Швейцария · Кристин Штюкельбергер · Херман Дюрр · Регула Пфрундер                             |                                |
| 1978                           | Гудвуд                         | ФРГ · Уве Шультен-Баумер · Харри Больдт · Габриела Грилло                                               | Швейцария · Кристин Штюкельбергер · Ульрих Леман · Клер Кох                               | СССР · Ирина Карачева · Виктор Угрюмов · Елена Петушкова                                      |                                |
| 1982                           | Лозанна                        | ФРГ · Уве Шультен-Баумер · Габриела Грилло · Райнер Климке                                              | Швейцария · Кристин Штюкельбергер · Дорис Рамзайер · Клер Кох                             | Дания · Анне Грете Йенсен · Туве Йорк-Йоркстон · Финн Саксё-Ларсен                            |                                |
| 1986                           | Седар-Вэлли                    | ФРГ · Райнер Климке · Херберт Круг · Джина Капелльман · Йохан Хиннеман                                  | Нидерланды · Аннемари Сандерс-Кейзер · Берт Рюттен · Тинеке Бартелс · Хелене Ауберт       | Швейцария · Кристин Штюкельбергер · Ульрих Леман · Дорис Рамзайер · Даниэль Рамзайер          |                                |
| 1990                           | Стокгольм                      | Германия · Николь Упхофф · Моника Теодореску · Свен Ротенбергер · Анн-Катрин Линзенхофф                 | СССР · Ольга Климко · Валерий Тишков · Нина Менькова · Юрий Ковшов                        | Швейцария · Самюэль Шацман · Кристин Штюкельбергер · Сильвия Икле · Даниэль Рамзайер          |                                |
| 1994                           | Гаага                          | Германия · Изабель Верт · Клаус Балькенхоль · Карин Ребайн · Николь Упхофф                              | Нидерланды · Свен Ротенбергер · Анки ван Грюнсвен · Эллен Бонтье                          | США · Роберт Дувер · Гэри Рокуэлл · Кэрол Лавелл · Кэтлин Рейн                                |                                |
| 1998                           | Рим                            | Германия · Улла Зальцгебер · Надин Каппельман · Карин Ребайн · Изабель Верт                             | Нидерланды · Гоннелин Ротенбергер · Эллен Бонтье · Коби ван Бален · Анки ван Грюнсвен     | Швеция                                                                                        |                                |
| 2002                           | Херес-де-ла-Фронтера           | Германия · Надин Каппельман · Улла Зальцгебер · Клаус Хузенбет · Анн-Катрин Линзенхофф                  | США                                                                                       | Испания                                                                                       |                                |
| 2006                           | Ахен                           | Германия · Надин Капельман · Изабель Верт · Хейке Кемер · Гиберт Шмидт                                  | Нидерланды · Имке Схеллекенс-Бартелс · Лауренс ван Лирен · Эдвард Гал · Анки ван Грюнсвен | США ·                                                                                         |                                |
| 2010                           | Лексингтон                     | Нидерланды · Эдвард Гал · Имке Схеллекенс-Бартелс · Ханс Петер Миндерхауд · Аделинде Корнелиссен        | Великобритания · Лора Бехтольшаймер · Карл Хестер · Фиона Бигвуд · Мария Эйлберг          | Германия · Изабель Верт · Кристоф Кошель · Маттиас Александер Рат · Анабель Балькенхоль       |                                |
| 2014                           | Нормандия                      | Германия · Изабель Верт · Хелен Лангеханенберг · Кристина Шпрее · Фабьенн Люткемайер                    | Великобритания · Шарлотта Дюжарден · Карл Хестер · Майкл Эйлберг · Гарет Хьюз             | Нидерланды · Аделинде Корнелиссен · Ханс Петер Миндерхауд · Дидерик ван Силфхаут · Эдвард Гал |                                |
| 2018                           | Трион                          | Германия · Джессика фон Бредов-Верндль · Дороте Шнайдер · Зёнке Ротенбергер · Изабель Верт              | США · Штеффен Петерс · Эдриенн Лайл · Кейси Перри-Гласс · Лора Грейвз                     | Великобритания · Спенсер Уилтон · Эмил Фори · Карл Хестер · Шарлотта Дюжарден                 |                                |
| 2022                           | Хернинг                        | Дания · Нанна Мерральд Расмуссен · Карина Кассёэ Крют · Даниэль Бахманн Андерсен · Катрин Лаудруп-Дюфур | Великобритания · Ричард Дэвисон · Гарет Хьюз · Шарлотта Дюжарден · Шарлотта Фрай          | Германия · Ингрид Климке · Беньямин Верндль · Изабель Верт · Фредерик Вандрес                 |                                |